# Rudolf Hüller
Rudolf Hüller (19. srpna 1816 Kraslice – 3. října 1873 Kraslice) byl rakouský podnikatel a politik německé národnosti z Čech, v 60. letech 19. století poslanec Českého zemského sněmu.

## Biografie
Absolvoval školu v rodných Kraslicích a reálnou školu v Lokti. V letech 1830–1834 provozoval obchod s kychyňským kořením v Praze, pak byl v učení u svého otce, jenž byl mlynářem a kramářem v Kraslicích. Po smrti otce působil jako mlynář a obchodník. Od roku 1851 a znovu od roku 1861 do roku 1871 byl členem městské rady a starostou v Kraslicích, pak až do své smrti nadále členem městské rady. Byl také okresním starostou.
V 60. letech se zapojil i do vysoké politiky. V doplňovacích volbách v listopadu 1866 byl zvolen na Český zemský sněm, kde zastupoval kurii městskou, obvod Kraslice, Nejdek, Schönbach. Byl oficiálním kandidátem německého volebního výboru. Mandát zde obhájil i v zemských volbách v lednu 1867 a zemských volbách v březnu 1867. Patřil k tzv. německé Ústavní straně, která byla liberálně, centralisticky a provídeňsky orientovaná.
Zemřel v říjnu 1873.